# ウクライナ軍の階級
ウクライナの軍階級（ウクライナのぐんかいきゅう、military ranks of Ukraine, військові звання України）は、ウクライナの軍事組織において、その構成員の上下関係を明確にするために定められた序列である。
「普遍的な兵役義務および兵役について」という法律を採択した後、1992年3月に創設された。
ウクライナ軍の階級制度は当初、ソ連軍の階級制度を継承し使用していたが、その後見直され、2022年現在はNATO階級符号に合わせた形となっている。

## 現在の階級
ウクライナ軍には、陸軍式階級と海軍式階級の2つの階級形式があり、海軍式階級は海上部隊勤務者のみが使用し、陸軍式階級はその他全ての軍種が使用する。
2016年にウクライナ空軍にこれまであった階級の前の「空軍」の呼称を廃止し、軍医の階級に付け足された「衛生兵」の呼称を正式に廃止した。法律や軍医、獣医などの職業の軍人の階級には、それぞれの階級に「法務の」、「医療サービスの」または「獣医サービスの」という語を付け足す。予備役または退役の身分を有する国民の階級には、それぞれ「予備役」または「退役」という語を付け足す。

### NATO階級符号の導入
2019年10月17日、ウクライナ議会はNATO STANAG2116に合わせるため、下士官の階級の変更を承認した。この変更は2020年の軍改革とともに実施された。この結果、2020年10月1日、ウクライナ法第680-IX号によりNATOランク でOF-10（元帥級）に該当するウクライナ上級大将（Генерал армії України）の階級が廃止され、OF-9（大将級）に該当する菱形4つ星の階級章を持つ大将（Генерал-полковник、しばしば准将と訳される）は直列4つ星の階級章を持つ大将（Генерал）に改められた。ただしオレクサンドル・シルスキーのように上級大将が廃止される前に昇任していた者については継続して上級大将の階級章を着用する。
2023年5月23日、海兵隊が海軍から独立し、独立兵科となることに伴い、海兵隊が海軍から引き継いだ肩章と袖章は、新しい階級章デザインが導入されるまでの暫定的なものとして使用される。

### 軍種色
ウクライナ軍の階級章の下地の色は、軍種によって区別されるが、色ごとの区分は以下のとおりである。
| 陸軍および 空中機動軍 | 空軍 | 特殊作戦軍 | 海軍 |
| --------------------- | ---- | ---------- | ---- |
|                       |      |            |      |